# Paul Mertens
Paul Mertens (* 7. Juli 1886 in Köln; † 10. August 1946 in Bad Pyrmont) war ein deutscher Verwaltungsbeamter, Oberregierungsrat und Landrat.

## Leben
Der katholische Paul Mertens war ein Sohn des promovierten Gymnasiallehrers Martin Mertens zu Brühl und dessen Ehefrau Karoline, geborene Ackermanns. Nach dem Besuch eines Gymnasiums in Köln absolvierte er in Freiburg, Münster, Leipzig und Bonn ein Studium der Rechtswissenschaften, wonach er am 22. Juni 1907 zum Gerichtsreferendar ernannt wurde. Am 25. November 1911 legte er die Große Staatsprüfung ab, bevor er von 1915 bis 1916 Kriegsfreiwilliger (Kriegsteilnehmer) wurde. Am 16. April 1916 wurde er Staatsanwaltschaftsrat und am 1. März 1921 wurde er Probejustiziar bei der Regierung Köln. Am 1. Februar 1922 wurde er Überleitungskommissar zur Verstaatlichung der Polizei des Bezirks Remscheid, Lennep, Lüttringhausen. Nach seiner Beförderung zum Oberregierungsrat am 1. Dezember 1922 war er beim Oberpräsidium Westfalen und ab dem 1. Dezember 1924 vertretungsweise in der Verwaltung des Landratsamtes Essen tätig. Dort wurde er im Februar 1925 zum kommissarischen und am 13. Mai 1925 zum definitiven Landrat des Landkreises Essen ernannt. Aufgrund ein kommunalen Neugliederung wurde er zum 31. Juli 1929 in den einstweiligen Ruhestand versetzt. Am 1. August 1929 wurde er zum kommissarischen (Amtseinführung 8. August 1929) und am 12. Februar 1930 zum definitiven Landrat des Landkreises Euskirchen ernannt. Nachdem er dort am 11. Dezember 1933 in den einstweiligen Ruhestand versetzt worden war, war er ab dem 20. Dezember 1933 beim Siedlungsverband Ruhrkohlenbezirk tätig. Als er dort am 25. August 1941 in den Ruhestand trat, arbeitete er im Anschluss bei der Siemens AG in Berlin. Zuletzt war er noch als Oberkreisdirektor des Landkreises Hameln-Pyrmont tätig, wo er 1946 im Dienst verstarb.

## Politik
Paul Mertens war mit Mitglied der Deutschen Zentrumspartei.

## Familie
Paul Mertens heiratete am 2. Juni 1916 in Duisburg die evangelische Martha Helene Emilie Glaubitz (* 19. Dezember 1893 in Koblenz), Tochter des Oberzollmeisters Oskar Emil Richard Glaubitz und dessen Ehefrau Johanna Hermine, geborene Birlenbach.